# Sommet du G7 de 2014
Pour un article plus général, voir Sommet du G8.
Le sommet du G7 2014 a eu lieu le 4 et 5 juin 2014 à Bruxelles en Belgique, avec les mêmes participants qu'au sommet spécial du G7 2014 réuni en mars.
Le sommet évoque des sanctions contre la Russie en rapport avec la crise ukrainienne.

## Programme du sommet

### Ukraine et la politique internationale
Les dirigeants se sont concentrés sur l'Ukraine, sur leurs relations avec la Russie.
M. Herman Van Rompuy a déclaré "Depuis le début de la crise en Ukraine, les membres du G7 et l'Union européenne sont restés unis dans leur réaction. Face aux actes d'agression, notre réaction a été non seulement politique, mais aussi économique, sous forme de sanctions."
Ils ont également discuté d'un programme constructif visant à l'apaisement des tensions entre la Russie et l'Ukraine. Ainsi que du soutien de l'élection de Petro Porochenko à la présidence de l'Ukraine. Les dirigeants sont aussi prêts, à intensifier les sanctions à l'égard de la Russie.
Ils ont dénoncé le simulacre d'élection présidentielle du 3 juin en Syrie et se sont penchés sur la situation en mer de Chine orientale et méridionale, en Libye, en Iran, en République centrafricaine et au Mali.

### Économie mondiale, énergie et climat
Les dirigeants du G7 ont commencé par discuter de la croissance mondiale et des moyens de s'attaquer au chômage élevé. (Au Canada, l'économie s'est bien remise de la récession mondiale, mieux que celle de nombreux pays du G-7.) Les questions liées au commerce ont été abordées et des négociations ont eu lieu.
Ensuite, la deuxième séance de travail a porté sur le changement climatique et la sécurité énergétique, l'accent a été mis sur la diversification des voies et des sources d'approvisionnement. Afin de permettre aux entreprises et aux citoyens de bénéficier d'une énergie plus propre.

Les pays du G7 et les pays membre de l'Union européenne.

Le président Barroso a déclaré : « Moins nous dépendrons des combustibles fossiles, qui se trouvent parfois dans des régions du monde problématiques, et plus nous nous appuierons sur des ressources renouvelables ou locales, meilleure sera la sécurité de notre approvisionnement énergétique ».
Les dirigeants ont réaffirmé leur détermination à limiter les effets du réchauffement planétaire.
Par la suite, les questions liées au développement et à la fraude fiscale ont été abordées.

### Contexte

Pays de l'Union Européenne

C'est la première fois que l'UE accueillait un sommet du G7/G8, et la première fois que le sommet se tenait à Bruxelles au Conseil de l'Union européenne.

### L'UE, membre du G7/G8
La première participation de représentants de ce qui était alors la Communauté européenne remonte à 1977, au sommet de Londres. Le premier sommet du G7 s'était tenu deux ans auparavant, en 1975, à Rambouillet, en France. À l'origine, le rôle de l'UE se limitait à ses domaines de compétence exclusive, mais ce rôle a pris de l'importance au fil du temps. La Commission européenne a été progressivement intégrée à tous les débats politiques à l'ordre du jour du sommet et, depuis le sommet d'Ottawa (1981), elle participe à toutes les séances de travail du sommet. Le président de la Commission, M. Barroso, qui a assisté pour la première fois à un sommet du G8 à Gleneagles en 2005, en est à sa dixième participation. Le président du Conseil européen, M. Van Rompuy, assiste aux sommets du G8/G7 depuis l'entrée en vigueur du traité de Lisbonne (2009),.

## Sommet du G8 annulé
Il était prévu à Sotchi entre les dirigeants des sept pays les plus industrialisés et la Russie, en juin 2014, près des sites olympiques de la ville. La Russie aurait accueilli ce sommet pour la deuxième fois après Saint-Pétersbourg en 2006.
Après l'annexion de la Crimée à la fédération de Russie et les événements en Ukraine, Angela Merkel affirme implicitement que la Russie n'a plus sa place dans le groupe. Barack Obama propose par la suite de tenir le sommet annuel, à Bruxelles. Le sommet de Sotchi est annulé et la Russie est exclue définitivement, isolant les Russes et leur président Vladimir Poutine.

## Participants

### Dirigeants du G7
| Participants au G7 de Bruxelles |             |                   |                      |
| Membre                          | Membre      | Représenté par    | Fonction             |
| Drapeau du Canada               | Canada      | Stephen Harper    | Premier ministre     |
| Drapeau de la France            | France      | François Hollande | Président            |
| Drapeau de l'Allemagne          | Allemagne   | Angela Merkel     | Chancelière          |
| Drapeau de l'Italie             | Italie      | Matteo Renzi      | Président du Conseil |
| Drapeau du Japon                | Japon       | Shinzo Abe        | Premier ministre     |
| Drapeau du Royaume-Uni          | Royaume-Uni | David Cameron     | Premier ministre     |
| Drapeau des États-Unis          | États-Unis  | Barack Obama      | Président            |

### Instances internationales
| Drapeau de l’Union européenne | Union européenne | José Manuel Barroso Herman Van Rompuy | Président de la Commission Président du Conseil |